# Sistema somatosensorial

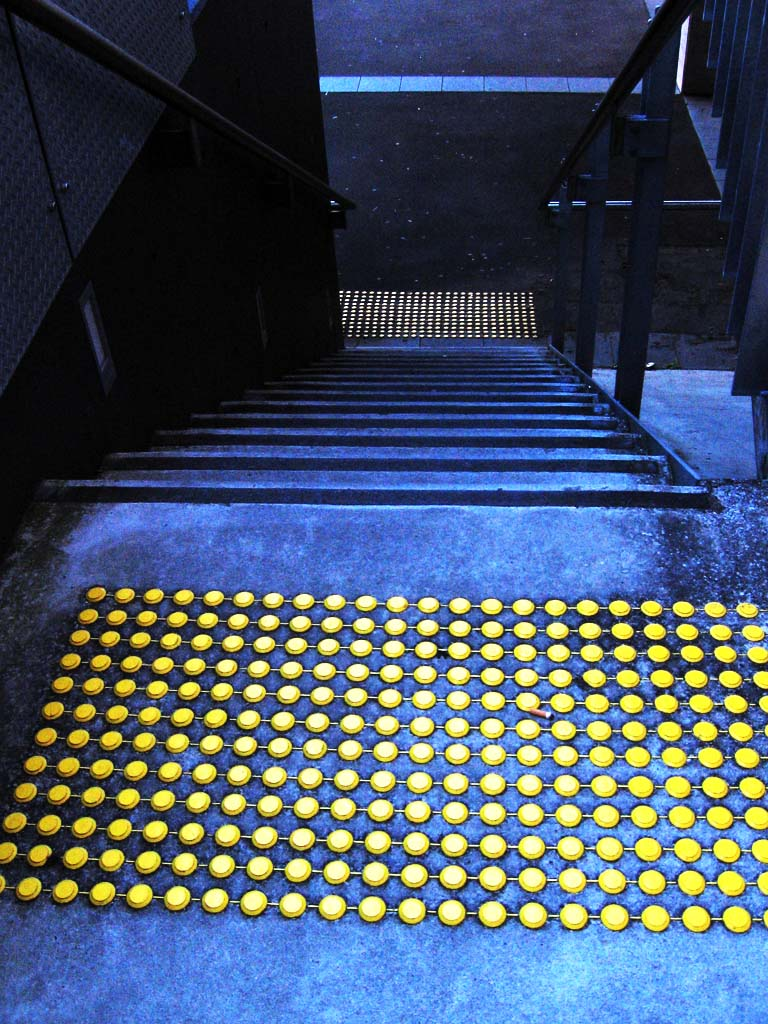
El tacte és un mitjà crucial per rebre informació. Aquesta foto mostra marques tàctils que identifiquen les escales per a persones amb discapacitat visual.

El sistema somatosensorial en un mamífer produeix sensacions tàctils, tèrmiques, proprioceptives (una part de l'equilibri), cinestèsiques (de moviment), nociceptives (de dolor) i interoceptives (sentit d’un mateix) elaborades a partir d'estats específics de l'organisme.
Els receptors principals de les sensacions del sistema somatosensorial són, en el cas dels tàctils, el disc de Merkel i els corpuscles tàctils de Meissner, ambdós situats en la capa més superficial de la pell, i els receptors barestèsics o de pressió de Golgi i Pacini que es troben en la capa més profunda.
En el cas del sentit de l'equilibri el sistema proprioceptiu o d'autopercepció també té com a receptors els fusos neuromusculars amb funcions sensitiva i motora situats, en part, en els peus i el clatell.
Altres receptors de sensacions del cos es troben en vísceres, tendons i articulacions.
La transmissió de les distintes sensacions procedents del cos segueix una via paral·lela i al contrari de la via motriu, recorren els nervis perifèrics i medul·la i arriben fins a la zona somatosensorial del lòbul parietal del cervell.

## Visió general

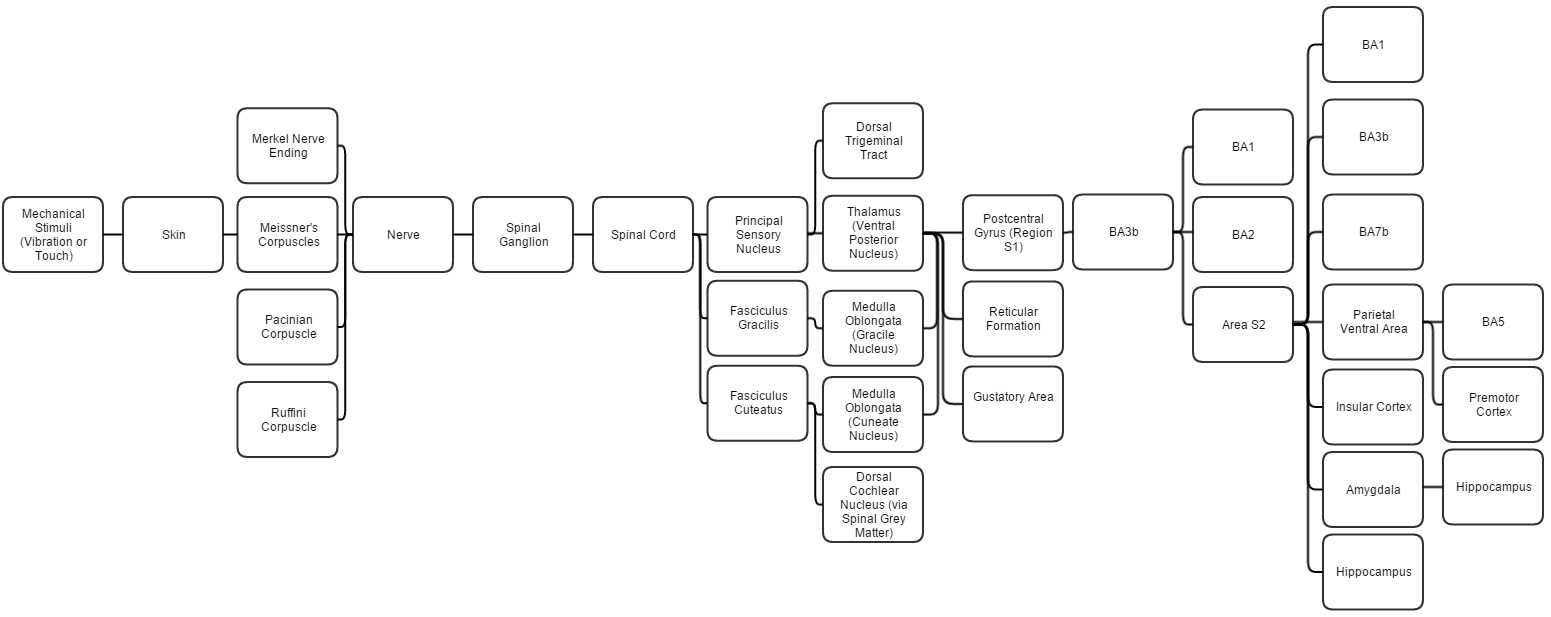
Aquest diagrama lineal fa un seguiment de les projeccions de totes les estructures conegudes que permeten tocar els seus punts finals rellevants al cervell humà.

### Receptors sensorials
Els quatre mecanoreceptors de la pell responen cadascun a diferents estímuls durant períodes curts o llargs.
Les terminacions nervioses de les cèl·lules de Merkel es troben a l'⁣epidermis basal i als fol·licles pilosos⁣; i reaccionen a vibracions baixes (5-15 Hz) i al tacte estàtic profund com ara formes i vores. Pel fet de tenir un petit camp receptiu (informació extremadament detallada), s'utilitzen més en àrees com la punta dels dits; no estan cobertes (desgranades) i així responen a les pressions durant llargs períodes.
Els corpuscles tàctils reaccionen a vibracions moderades (10-50 Hz) i tacte lleuger. Es localitzen a les papil·les dèrmiques de la pell; a causa de la seva reactivitat, es troben principalment a la punta dels dits i als llavis. Responen amb potencials d'acció ràpida, a diferència de les terminacions nervioses de Merkel. Són els responsables de la capacitat de llegir Braille i de sentir estímuls suaus.
Els corpuscles de Pacini determinen el tacte brut i distingeixen les substàncies rugoses i toves. Reaccionen en potencials d'acció ràpida, especialment a vibracions al voltant de 250 Hz (fins i tot a centímetres de distància). Són els més sensibles a les vibracions i tenen grans camps receptors. Els corpuscles de Pacini només reaccionen a estímuls sobtats, de manera que les pressions com la roba que sempre estan comprimint la seva forma s'ignoren ràpidament. També han estat implicats en la detecció de la ubicació de les sensacions tàctils a les eines de mà.
Els corpuscles bulbosos reaccionen lentament i responen a l'estirament sostingut de la pell. Són responsables de la sensació de lliscament dels objectes i tenen un paper important en el sentit cinestèsic i el control de la posició i el moviment dels dits. Les cèl·lules de Merkel i bulboses - de resposta lenta - estan mielinitzades ; la resta, de resposta ràpida, no ho són. Tots aquests receptors s'activen davant pressions que aixafen la seva forma provocant un potencial d'acció.

### Escorça somatosensorial

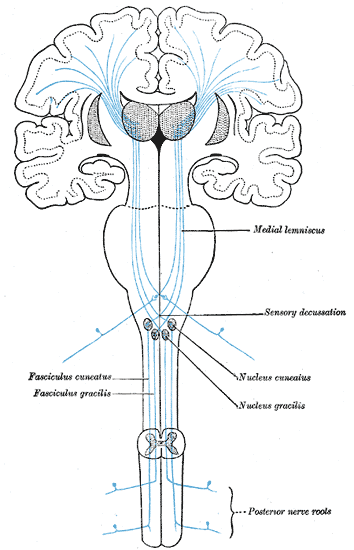
Anatomia de Gray, figura 759: el tracte sensorial, que mostra el camí (blau) que puja per la medul·la espinal, a través del tàlem somatosensorial, fins a S1 (àrees de Brodmann 3, 1 i 2), S2 i BA7

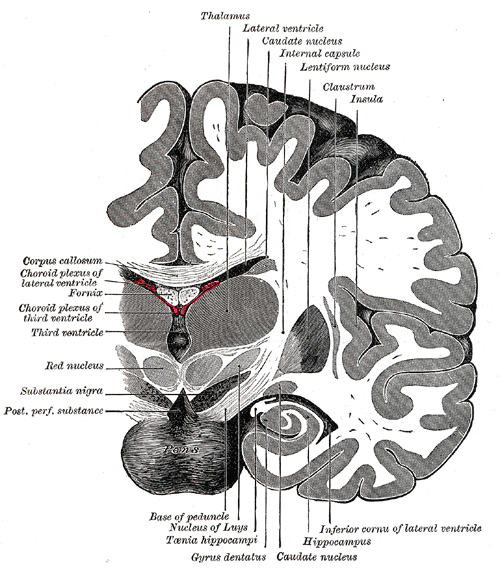
Anatomia de Gray, figura 717: detall que mostra el camí adjacent a l'escorça insular (marcada insula en aquesta figura), adjacent a S1, S2 i BA7

El gir postcentral inclou l'⁣escorça somatosensorial primària (àrees de Brodmann 3, 2 i 1) anomenada col·lectivament S1.
L'àrea de Brodman 3 (BA3) rep les projeccions més denses del tàlem. BA3a està implicat amb el sentit de la posició relativa de les parts del cos veïnes i la quantitat d'esforç que s'utilitza durant el moviment. BA3b s'encarrega de distribuir informació somatosensorial, projecta informació de textura a BA1 i informació de forma i mida a BA2.
La regió S2 (escorça somatosensorial secundària) es divideix en Àrea S2 i àrea ventral parietal. L'àrea S2 està implicada amb la percepció tàctil específica i, per tant, està vinculada de manera integral amb l'amígdala i l'hipocamp per codificar i reforçar els records.
L'àrea ventral parietal és el relé somatosensorial de l'escorça premotora i el centre de memòria somatosensorial, BA5.
BA5 és l'àrea d'associació i el camp de memòria organitzada topogràficament.
BA1 processa informació de textura mentre que BA2 processa informació de mida i forma.
L'àrea S2 processa el tacte lleuger, el dolor, la sensació visceral i l'atenció tàctil.
S1 processa la informació restant (tacte brut, dolor, temperatura).
BA7 integra informació visual i propioceptiva per localitzar objectes a l'espai.
L'⁣escorça insular (insula) juga un paper en el sentit de la propietat corporal, l'autoconsciència corporal i la percepció. Insula també juga un paper a l'hora de transmetre informació sobre el tacte sensual, el dolor, la temperatura, la picor i l'estat local d'oxigen. Insula és un relé altament connectat i, per tant, participa en nombroses funcions.

### Medul·la espinal
En la medul·la espinal, el sistema somatosensorial inclou conductes ascendents des del cos cap al cervell. El gir postcentral en l'escorça cerebral constitueix un destí primordial com a receptor sensorial. Cap a ell es projecten les neurones de la via dorsalolemniscal medial i la via espinotalàmica. Adverteixi's que nombroses vies somatosensorials inclouen sinapsis tant en el tàlem com en la formació reticular abans d'arribar a l'escorça. Altres vies ascendents, particularment aquelles involucrades en el control de la postura són projectades cap al cerebel. Aquestes inclouen els tractes espinocerebel·losos ventral i dorsal. Un altre destí important de neurones somatosensorials aferents que entren en la medul·la espinal són aquelles neurones involucrades en els reflexos segmentals.

### Fisiologia

Lòbuls del cervell.

El procés de «somatosensació» s'inicia amb l'activació d'un «receptor» físic. Aquests receptors somatosensorials jeuen en la pell, òrgans i músculs. L'estructura d'aquests receptors és molt similar en tots els casos, consistint en terminacions nervioses lliures o emmagatzemades en càpsules especials. Poden ser activades per moviment (mecanoreceptor), pressió (mecanoreceptor), estímuls químics (quimioreceptor), i/o temperatura. L'activació també sorgeix per mitjà de vibracions generades per frecs, p.ej un dit recorrent una superfície. D'aquesta manera podem sentir aquelles textures delicades en les quals l'escala espacial és menor a 200 µm. Tals vibracions són de l'ordre de 250Hz, la qual cosa constitueix la sensibilitat de freqüència òptima en els corpuscles de Pacini. En cada cas, el principi general d'activació és similar; l'estímul causa despolarització en l'extrem del nervi i després una acció potencial és iniciada. En tant aquesta (usualment) viatja des d'endins cap a la medul·la.

## Societat i cultura
La tecnologia hàptica pot proporcionar sensació tàctil en entorns virtuals i reals. En el camp de la logopèdia, la retroalimentació tàctil pot utilitzar-se per a tractar trastorns de la parla.
El tacte afectuós és present en la vida quotidiana i pot adoptar múltiples formes. Aquestes accions, no obstant això, semblen comportar funcions específiques encara que no es comprengui del tot el benefici evolutiu d'una gamma tan àmplia de comportaments. Els investigadors van estudiar els patrons d'expressió i les característiques de 8 accions de tacte afectuós diferents (abraçar, agafar, besar, inclinar-se, acariciar, estrènyer, acariciar i fer pessigolles) en un estudi d'autoinforme. Es va trobar que el toc afectuós té diferents àrees objectiu en el cos, diferent afecte associat, valor de confort i freqüència d'expressió basada en el tipus d'acció de toc que es realitza.
A més de les conseqüències sensorials bastant òbvies del tacte, també pot afectar aspectes cognitius de major nivell, com els judicis socials i la presa de decisions. Aquest efecte podria deure's a un procés de bastimentada físicomental en el desenvolupament primerenc, en el qual les experiències sensoriomotores estan vinculades a l'aparició del coneixement conceptual. Aquests vincles poden mantenir-se durant tota la vida, de manera que tocar un objecte pot indicar la sensació física del seu processament conceptual relacionat. De fet, s'ha descobert que diferents propietats físiques —pes, textura i duresa— d'un objecte tocat poden influir en el judici social i la presa de decisions. Per exemple, els participants van descriure un passatge d'una interacció social com més dur quan tocaven un bloc de fusta dur en lloc d'una manta tova abans de la tasca. A partir d'aquestes troballes, la capacitat del tacte per a influir inconscientment en aquests pensaments d'ordre superior pot proporcionar una eina nova per a les estratègies de màrqueting i comunicació.